# Lobo (Kamerun)
Lobo ist eine Gemeinde des Départements Lekié in der Region Centre in Kamerun.

## Geografie
Lobo liegt im Westen Kameruns, etwa 20 Kilometer westlich der Hauptstadt Yaoundé.

## Geschichte
Die Gemeinde Lobo wurde 1995 gegründet.

## Verkehr
Lobo liegt an einer Piste, die von der Nationalstraße N3 abzweigt.